# Andreas Aguilar
Andreas Aguilar (Barcelona, España; 26 de enero de 1962) es un gimnasta artístico nacido español nacionalizado alemán, especialista en la prueba de anillas con la que ha conseguido ser campeón del mundo en 1989.

## Carrera deportiva
Representando a Alemania del Oeste, en el Mundial de Stuttgart 1989 consigue la medalla de oro en la prueba de anillas, quedando situado en el podio por delante de Andreas Wecker de Alemania del Este, y el italiano Jury Chechi y soviético Vitaly Marinich, ambos empatados con la medalla de bronce.